# Antonio Hodgers

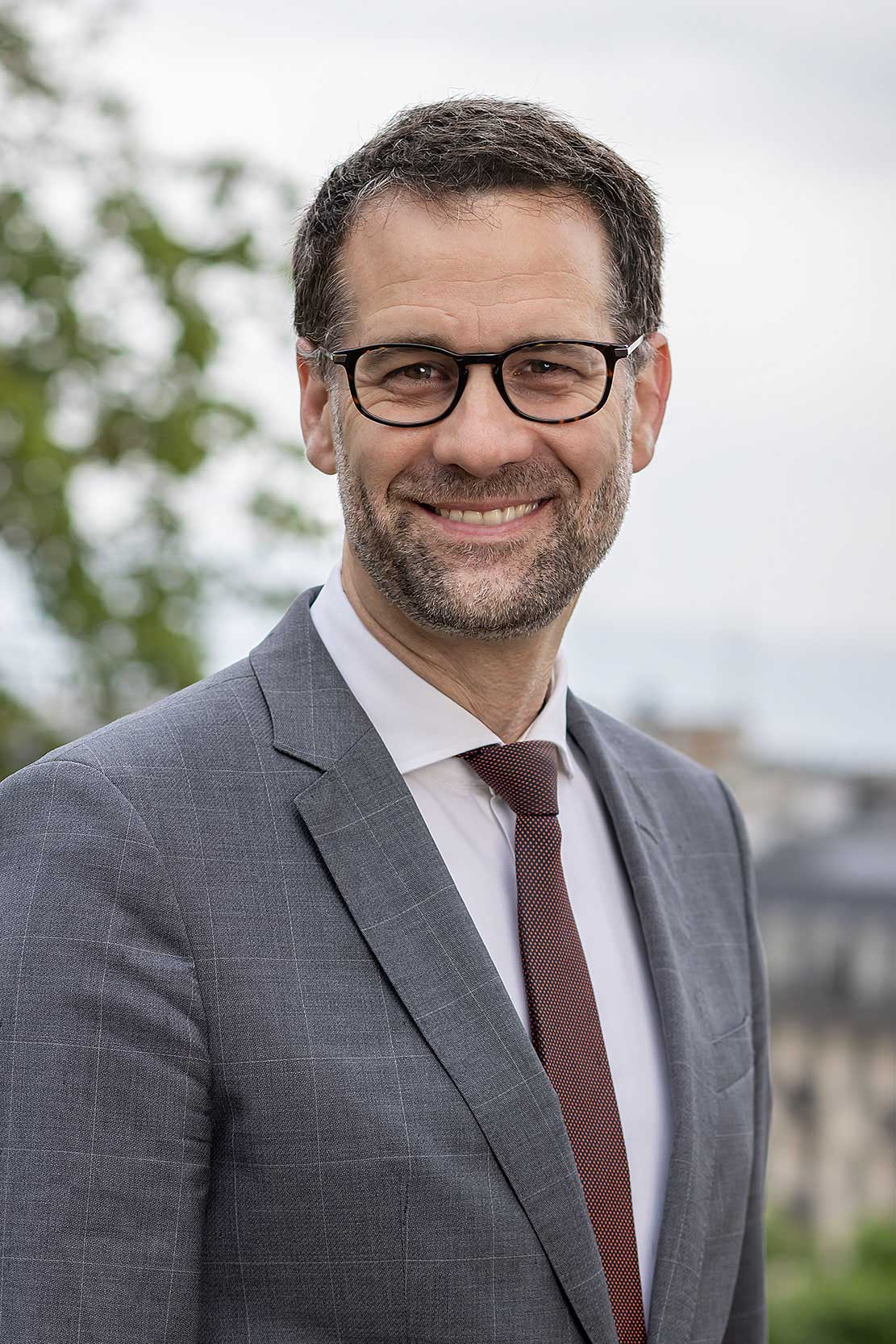
Antonio Hodgers (2023)

Antonio Hodgers (* 7. Februar 1976 in Buenos Aires, Argentinien) ist ein Schweizer Politiker (Grüne) und war 2007 bis 2013 Mitglied des Nationalrates und in den letzten drei Amtsjahren Präsident der Grünen-Fraktion. Seit 2013 ist er Mitglied der Regierung des Kantons Genf.

## Leben
Antonio Hodgers kam zusammen mit seiner Mutter und seiner Schwester von Argentinien in die Schweiz, nachdem sein Vater durch die argentinische Militärdiktatur sein Leben verloren hatte. Die Familie erhielt politisches Asyl. Mit 15 Jahren wurde er eingebürgert (Doppelbürger) und engagierte sich gleich darauf im Jugendparlament seines damaligen Wohnortes Meyrin.
Antonio Hodgers arbeitete als Mobilitätsberater und wohnt normalerweise in Genf. 2010 liess er sich für ein Jahr in Bern nieder, um die Deutschschweiz besser kennenzulernen und Deutsch zu lernen.

## Politik
Als Mitglied der Grünen Partei gehörte er von 1997 bis 2007 dem Grossen Rat des Kantons Genf an. 2003 sorgte er dort für Schlagzeilen, da er vom Parlament nicht wie vorgesehen zum Vizepräsidenten gewählt worden ist. Der Grund war wahrscheinlich die Teilnahme an einer Anti-Globalisierung-Kundgebung während des G8-Gipfels in Évian-les-Bains 2003, die in Genf zu Strassenschlachten ausartete. Bei den Wahlen 2007 wurde er in den Nationalrat gewählt. Er war damals der jüngste Vertreter der Romandie im Nationalrat.
2012 wurde er eingeladen – als eine der wenigen Persönlichkeiten aus der Romandie – am Nationalfeiertag die Rede auf der Rütliwiese zu halten.
Am 10. November 2013 wurde Antonio Hodgers in den Genfer Regierungsrat gewählt und trat kurz darauf aus dem Nationalrat zurück. Seine Nachfolgerin im Nationalrat wurde Anne Mahrer. 2018 wurde er wiedergewählt und übernahm am 13. September die Präsidentschaft des Staatsrates, nachdem Pierre Maudet diese aufgrund der Ermittlungen gegen ihn verlor.
Im Mai 2025 gab er seinen Rücktritt aus dem Genfer Regierungsrat bekannt. Die Nachwahl wird voraussichtlich im Herbst 2025 erfolgen.